# Josef Blumrich
Josef Blumrich (* 13. Januar 1865 in Raspenau  (Böhmen); † 22. September 1949 in Bregenz) war ein österreichischer Lehrer und naturwissenschaftlicher Heimatforscher.

## Leben
Blumrich studierte 1886 bis 1890 an der Deutschen Universität in Prag, 1890 bis 1893 arbeitete er dort als Assistent für den Mineralogen Friedrich Becke. 1893 legte er die Lehramtsprüfung (Naturgeschichte etc.)  ab. Von 1893 bis 1895 war Blumrich Professor an den Gymnasien in Komotau und Brünn und von 1895 bis 1925 Professor am Gymnasium in Bregenz.
Blumrich war ein Heimatforscher, der auch naturwissenschaftlich vielfach interessiert war. Er beschäftigte sich unter anderem mit Geologie, Mineralogie, Botanik (besonders Mooskunde), Zoologie, Entomologie und Naturschutz. Blumrich war Ehrenmitglied der Universität Innsbruck, des Vereins der Naturfreunde in Reichenberg und des Vereins der Sudetendeutschen.

## Veröffentlichungen (Auswahl)
- Das ehemalige Gletscherfeld in Rieden bei Bregenz und seine Umgebung, in: Schriften des Vereins für Geschichte des Bodensees und seiner Umgebung 36, 1907, S. 3–10 (Digitalisat)
- Die Bedeutung der Bienen für den Obstbau und die Wechselbeziehung zwischen Insekten und Blumen überhaupt, in: Montfort. Vierteljahresschrift für Geschichte und Landeskunde Vorarlbergs 2, 3–4, 1918, S. 57–70
- Grundriß einer Geologie Vorarlbergs. Innsbruck 1921, 3. Auflage Bregenz 1924
- Geologie des Riedersteins und Oelrains in Bregenz, in: Schriften des Vereins für Geschichte des Bodensees und seiner Umgebung 49, 1921, S. 5–24 (Digitalisat)
- Ein Wanderzug des Distelfalters. In: Heimat. Volkstümliche Beiträge zur Kultur und Volkskunde Vorarlbergs 4, 1923, S. 108–110
- Der Untergrund der Pfänderbahn-Talstation – Konkretionen mit Schneckenversteinerungen oder oberen Meeresmolasse. In: Heimat. Volkstümliche Beiträge zur Kultur und Volkskunde Vorarlbergs
- Die miozäne Molasse des Pfänderstockes. In: Schriften des Vereins für Geschichte des Bodensees und seiner Umgebung 58, 1930, S. 81–120 (Digitalisat)
- Wie kam der eiszeitliche Laiblachgletscher zustande?, in: Verhandlungen der Geologischen Bundesanstalt 1931, S. 153–157 (zobodat.at [PDF; 408 kB]).
- Mückenlarven als Tuffbildner, in: Heimat. Volkstümliche Beiträge zur Kultur und Volkskunde Vorarlbergs 15, 1934, S. 118–119
- Die Insekten im Haushalt der Natur, in: Acta Entomologica Slovenica 22, 1935, S. 142–146
- Molassestudien im Pfändergebiet, in: Schriften des Vereins für Geschichte des Bodensees und seiner Umgebung 63, 1936, S. 251–270 (Digitalisat)
- Die Bregenzer Bucht zur Nacheiszeit, in: Verhandlungen der Geologischen Bundesanstalt 1937, S. 187–190 (zobodat.at [PDF; 384 kB]).
- Das Bodenseerheintal ein tektonisches Tal, in: Schriften des Vereins für Geschichte des Bodensees und seiner Umgebung 64, 1937, S. 69–77 (Digitalisat)
- Geschichte der Auflandung des Bodenseerheintals, in: Schriften des Vereins für Geschichte des Bodensees und seiner Umgebung 68, 1941/42, S. 143–160 (Digitalisat)